# Frøy-Bianchi
Frøy-Bianchi is een wielerploeg die een Noorse licentie heeft. De ploeg bestaat sinds 2012. Frøy-Bianchi komt uit in de continentale circuits van de UCI. Espen Hillmann is de manager van de ploeg.

## Samenstellingen

### 2014
| Naam                       | Geboortedatum     | Nationaliteit | Ploeg 2013         |
| -------------------------- | ----------------- | ------------- | ------------------ |
| Oddbjørn Klomsten Andersen | 30 september 1990 | Noorwegen     |                    |
| Jon Soeveras Breivold      | 19 februari 1995  | Noorwegen     | Neo                |
| Henrik Evensen             | 17 november 1994  | Noorwegen     |                    |
| Kristian Forbord           | 30 juni 1988      | Noorwegen     | OneCo Cycling Team |
| Phan Åge Haugård           | 13 mei 1992       | Noorwegen     | OneCo Cycling Team |
| Andreas Landa              | 24 april 1988     | Noorwegen     | OneCo Cycling Team |
| Sigurd Nesset              | 29 juni 1991      | Noorwegen     |                    |
| Elias Spikseth             | 13 juli 1990      | Noorwegen     |                    |
| Tord Sundhagen             | 22 april 1987     | Noorwegen     |                    |
| Halvor Tandrevold          | 28 april 1992     | Noorwegen     |                    |
| Trond Trondsen             | 8 april 1994      | Noorwegen     |                    |

### 2013
| Naam                           | Geboortedatum     | Nationaliteit | Ploeg 2012                   |
| ------------------------------ | ----------------- | ------------- | ---------------------------- |
| Oddbjørn Klomsten Andersen     | 30 september 1990 | Noorwegen     |                              |
| Eivind Ekeli                   | 27 augustus 1989  | Noorwegen     |                              |
| Henrik Evensen (vanaf 1 juli)  | 17 november 1994  | Noorwegen     | Neo                          |
| Jon Andreas Grøndahl           | 4 januari 1988    | Noorwegen     | Plussbank-BMC                |
| Lars Marthinsen                | 16 mei 1987       | Noorwegen     |                              |
| Sigurd Nesset                  | 29 juni 1991      | Noorwegen     |                              |
| Morten Renslo Sandvik          | 20 oktober 1987   | Noorwegen     |                              |
| Elias Spikseth                 | 13 juli 1990      | Noorwegen     | Oneco-Mesterhus Cycling Team |
| Tord Sundhagen                 | 22 april 1987     | Noorwegen     |                              |
| Halvor Tandrevold              | 28 april 1992     | Noorwegen     | Neo                          |
| Trond Trondsen (vanaf 24 juli) | 8 april 1994      | Noorwegen     | Neo                          |